# Itwad
Itwad fou un estat tributari protegit de l'Índia, a l'agència de Rewa Kantha, província de Gujarat, presidència de Bombai, divisió de Pandu Mehwas. La seva superfície era de 15 km² i el formaven 11 pobles. La capital era Itwad. Hi havia quatre tributaris. Els ingressos eren de 150 lliures i pagaven un tribut de 60 al Gaikwar de Baroda.